# Moriscos (Salamanca)
Moriscos ist eine kleine westspanische Gemeinde (municipio) in der Provinz Salamanca in der Autonomen Gemeinschaft Kastilien-León. 2024 hatte die Gemeinde 566 Einwohner.

## Geographie
Moriscos befindet sich etwa neun Kilometer nordöstlich vom Stadtzentrum der Provinzhauptstadt Salamanca. 

## Bevölkerungsentwicklung
| Jahr      | 1900 | 1920 | 1950 | 1970 | 1981 | 1991 | 2001 | 2011 | 2021 |
| Einwohner | 246  | 243  | 340  | 201  |      | 131  | 127  | 326  | 487  |

## Sehenswürdigkeiten
- Iglesia de San Pedro Apóstol (Peterskirche)